# Estádio Municipal de La Cisterna
Estadio Municipal de La Cisterna, é um estádio multiuso na cidade de La Cisterna, Santiago, no Chile. Atualmente é usado na maior parte para partidas de futebol, sendo a casa do Palestino. O estádio tem lugar para 12 000 espectadores e foi construído em 1988.